# Selenops curazao
Selenops curazao is een spinnensoort in de taxonomische indeling van de Selenopidae.
Het dier komt voor op Curaçao en Bonaire.
Het dier behoort tot het geslacht Selenops. De wetenschappelijke naam van de soort werd voor het eerst geldig gepubliceerd in 2001 door G. G. Alayón.

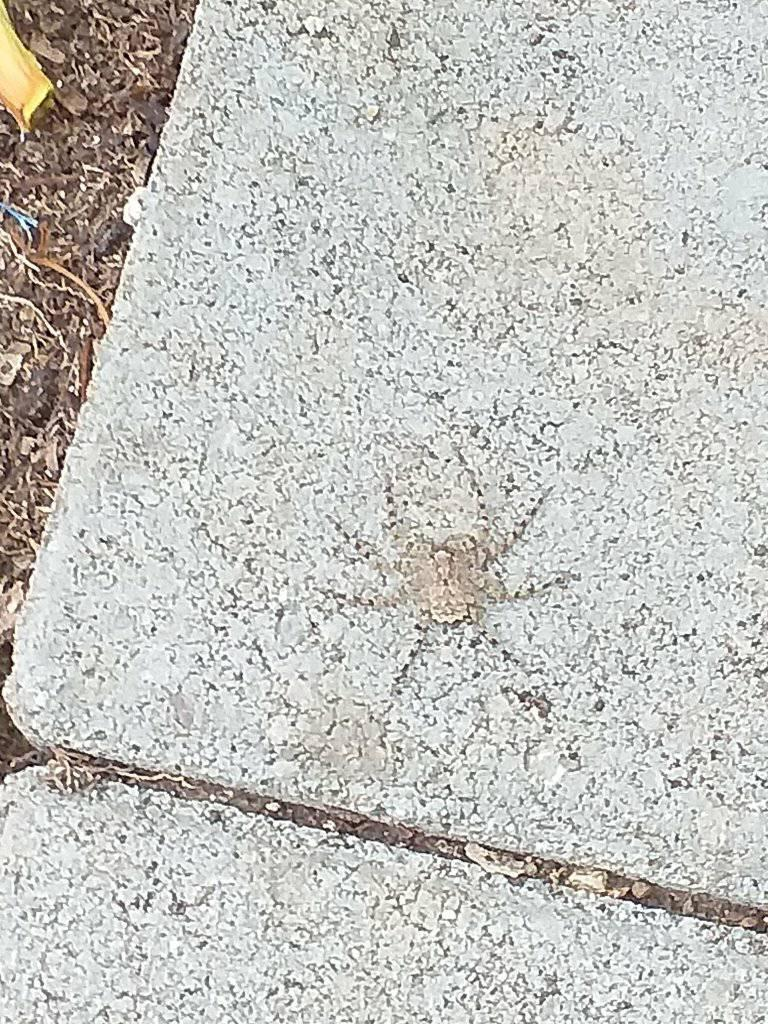
Selenops curazao in Landhuis Bloemhof, Willemstad, Curaçao.